# Ángel de Brito
Ángel Alberto de Brito (Buenos Aires, 1 de julio de 1976) es un periodista de espectáculos y presentador de radio, streaming y televisión argentino.

## Carrera
Se desconoce acerca de su formación académica en universidades y casas de estudios (Estudió en la Universidad de Lomas de Zamora sin terminar los estudios). Sin embargo, trabaja como periodista desde 1999, en medios gráficos y emisoras radiales como la Agencia de Noticias A1, Pasos Perdidos, El Espectador y Estación Sur. Su trabajo más importante de la época fue en La Linterna TV, formato incluido en La Linterna Revista. 
También pasó por Radio 10 (2000), Radio del Plata (2001) y Radio América (2001). A mediados del año 2001, cuando La Linterna verde pasó a la televisión (La Linterna TV), compartió la conducción del programa con Laura Ubfal. Continuó en la conducción durante dos años más a través de Radio Show (2003). 
En 2001, cubrió la transmisión de la entrega de los Premios Martín Fierro desde Radio América (emisora a la que pertenecía) y también fue redactor en la Revista Entrecasa. Ese mismo año junto con Laura Ubfal estuvo a cargo de Novelas News, un noticiero sobre novelas de América Latina que se producía en Argentina (producido por Yair Dori) directo para Israel. El producto contaba con entrevistas los géneros de las nuevas tiras, los papeles de los artistas, etc.
En enero de 2003 fue convocado por Viviana Canosa para formar parte del panel de Los profesionales de siempre, un programa de espectáculos de Canal 9 que se emitió durante ese año y desde 2006 hasta 2010, año donde hubo un cambio estructural (de nombre y contenido) y DeBrito abandonó el programa. Durante 2004 fue panelista del ciclo vespertino de Canal 9 conducido por Viviana Canosa ¿No será mucho?. Tuvo su segmento semanal en Magazine Pop (que se emitía por la señal de Magazine Tv junto a Marisa Brel) en donde relataba novedades en torno a la televisión argentina, a la música y a las series tanto locales como internacionales (2004/2005/2006). 
Formó parte de Speedy en Telefé (Endemol), Grupo Q en FTV Mag (Fashion TV), Piloto Seven junto a Horacio Cabak, Esta Noche o Nunca el programa radial de Franco Bagnato en Radio del Plata AM y Canal 7 Espectáculos en Canal 7.
Estuvo a cargo del Departamento de Casting en Canal 9 donde junto a Marisa Brel elegían conductores, periodistas, humoristas y actores para los diversos formatos de la programación del canal. También fueron asesores de programación de la emisora durante los años 2004, 2005 y 2006.
Durante dos años consecutivos (2005 y 2006) estuvo al frente de la coconducción de la Alfombra Roja de la Entrega de los Premios Martín Fierro (Canal 9), acompañado por Marisa Brel y Mirtha Legrand respectivamente.
Fue locutor y columunista de diferentes programas radiales, como Animate, junto a Any Ventura en Radio del Plata, La Cornisa junto a Luis Majul por Radio La Red AM, y comenzó su labor como redactor del segmento espectáculos para el portal del Grupo Infobae.com-Infobae hasta el año 2010 inclusive. 
Durante los años 2007 y 2008 volvió a Radio del Plata para hacer periodismo de actualidad en los programas: Semanario 1030 con Mario Portugal, DiarioShow con Leonardo Greco y Amanecer en Del Plata con Gustavo Silvestre (todos pertenecientes al mismo canal de radiodifusión). 
Hizo entrevistas, reportajes, cámaras ocultas y demás coberturas detrás de escena (backstage) en ShowMatch (conducido por Marcelo Tinelli – El Trece), Éste es el show (conducido por Carla Conte y José María Listorti – El Trece) y en La Previa del Show (conducido por Carlos Monti - Magazine) durante los años 2007, 2008 y 2009. 
En 2008 llegó a BdV (Bien de Verano), un programa de espectáculos del canal Magazine, junto con La Barby y Andrea Taboada. Sus últimos trabajos, además de los mencionados, fueron la conducción de la Alfombra Roja de los Premios Clarín en Magazine Tv (2008), la Entrega de los Premios ATVC (2010/2011), la Alfombra Roja de los Premios Martín Fierro de Cable (2010/2011),
El debate de Sábado Show (conducido por José María Listorti y Denise Dumas por El Trece - 2010), y Animales Sueltos con Alejandro Fantino en América Tv (2010). 
Fue columnista de los programas matutinos de Vale 97.5, con colegas como Alejandra Higa, Gabriela Romero y Andrea Campbell (2010), redactor de la Revista Teveo (2010) y del portal de espectáculos Ciudad.com (2011 al presente). 
En 2011 se sumó al plantel periodístico de Desayuno Americano (conducido por Pamela David).
Fue jurado del Reality Show Soñando por Bailar y Soñando por Bailar 2 (2ª edición) por El Trece (conducidos por Viviana Canosa y Santiago del Moro respectivamente) (2011/2012). Integró el Debate de Soñando por Bailar 2 transmitido también por El Trece (conducido por Mariano Iúdica (2012). Y fue reportero de las noticias de espectáculos en Uruguay para Verano Perfecto que se emitía en Teledoce (conducido por Patricia Wolf y Eunice Castro) (2012). 
En el 2013 formó parte del staff de panelistas del programa de archivo Intratables, ciclo conducido por Santiago del Moro en la pantalla de América TV. En abril de 2019 se conoció que Ángel De Brito recibió $ 3.600.000 de parte del gobierno de la Provincia de Buenos Aires en pauta oficial y otros 730.000 millones de la secretaria de cultura de la CABA.algunos diarios lo señalaron como uno de los principales beneficiados de la pauta oficial del gobierno macrista
En 2014 fue jurado suplente del Bailando 2014 reemplazando a Soledad Silveyra y Moria Casán respectivamente. A partir del 2015 es por primera vez jurado titular del certamen de baile "Bailando por un Sueño" que conduce Marcelo Tinelli por canal 13. 
En 2016, conduce su primer ciclo matutino que se llama: "LAM", por la pantalla de El Trece. Hasta 2021 estuvo en ese canal, desde 2022 en adelante se transmite mediante América TV.
En 2019, conduce el programa radial emitido por la CNN Radio «El espectador».
En 2020, condujo el Cantando 2020 haciendo dupla con Laurita Fernández. El ciclo terminó en enero de 2021.
Desde 2024, hace un programa de Streaming llamado "Ángel Responde" en la pantalla de Bondi Live.

## Televisión
| Año             | Programa                                                 | Canal           | Rol                 |
| --------------- | -------------------------------------------------------- | --------------- | ------------------- |
| 2001            | La linterna TV                                           | TVP             | Conductor           |
| 2002            | Canal 7 Espectáculos                                     | TVP             | Conductor           |
| 2003            | News                                                     | América TV      | Conductor           |
| 2003, 2006—2010 | Los profesionales de siempre                             | elnueve         | Panelista           |
| 2004            | ¿No será mucho?                                          | elnueve         | Panelista           |
| 2004            | Speedy                                                   | Telefe          |                     |
| 2004—2006       | Magazine Pop                                             | Ciudad Magazine | Conductor           |
| 2005—2006       | Alfombra Roja de la Entrega de los Premios Martín Fierro | elnueve         | Coconductor         |
| 2007—2009       | Este es el show                                          | eltrece         | Cronista            |
| 2009            | Canta conmigo Argentina                                  | eltrece         | Participante        |
| 2008—2016       | Bien de verano                                           | Ciudad Magazine | Conductor           |
| 2011—2012       | Desayuno Americano                                       | América TV      | Panelista           |
| 2012            | Este es el show                                          | eltrece         | Cronista            |
| 2013            | Intratables                                              | América TV      | Panelista           |
| 2013—2016, 2019 | El diario de Mariana                                     | eltrece         | Coconductor         |
| 2014            | Bailando por un sueño                                    | eltrece         | Jurado de reemplazo |
| 2015—2019       | Bailando por un sueño                                    | eltrece         | Jurado              |
| 2016—2021       | Los ángeles de la mañana                                 | eltrece         | Conductor           |
| 2020—2021       | Cantando por un sueño                                    | eltrece         | Conductor           |
| 2021            | Showmatch La Academia                                    | eltrece         | Jurado              |
| 2022—presente   | LAM                                                      | América TV      | Conductor           |
| 2023—2024       | Bailando 2023                                            | América TV      | Jurado              |

## Radio
| Año       | Programa              | Radio         | Frecuencia | Notas     |
| --------- | --------------------- | ------------- | ---------- | --------- |
| 2001      | Premios Martín Fierro | Radio América | AM 1190    | Conductor |
| 2019—2021 | El Espectador         | CNN Radio     | AM 950 kHz | Conductor |

## Streaming
| Año           | Programa        | Canal      | Rol                |
| ------------- | --------------- | ---------- | ------------------ |
| 2024          | Nadie dice nada | Luzu TV    | Conductor invitado |
| 2024-presente | Ángel Responde  | Bondi Live | Conductor          |

## Revistas
| Año  | Revista           | Rol      |
| ---- | ----------------- | -------- |
| 2001 | Revista Entrecasa | Redactor |

## Cine
- 2016: Me casé con un boludo como reportero.